# Římskokatolická farnost Ostrava-Pustkovec
Římskokatolická farnost Ostrava-Pustkovec je farnost římskokatolické církve v děkanátu Ostrava ostravsko-opavské diecéze.
Farním kostelem je kostel svatého Cyrila a Metoděje v Pustkovci, novostavba z let 1997–1998. Římskokatolické bohoslužby se dříve konaly též v kapli svatých Andělů Strážných (postavena roku 1882, opravena a rozšířena v letech 1970–1975), která je však v současnosti zapůjčena pravoslavné církvi.
V Krásném Poli je filiální kostel svaté Hedviky Slezské, novostavba z let 1995–2001. V obci je vedle toho drobná barokní kaple svatého Jana Nepomuckého, připomínaná v roce 1771.

## Historie
Farnost Pustkovec byla založena 1. ledna 2007 vyloučením z farnosti Ostrava-Poruba „vzhledem k specifickému charakteru a potřebě zvláštní pastorační péče o společenství věřících na výše uvedeném území“. Zahrnuje území Pustkovce, vesnice Krásné Pole a části porubského katastru nazývané Poruba-sever (severně od ulice Opavská), jež rovněž historicky náleželo ke katastru Pustkovce.
Vesnice Pustkovec před zřízením samostatné farnosti spadala nejprve zřejmě pod farnost (Stará) Plesná, která však zanikla za třicetileté války a byla spravována nejprve z farnosti Velká Polom, v letech 1654–1671 z farnosti Hlučín, v letech 1671–1686 opět z Velké Polomi a v letech 1686–1780 opět z Hlučína. Roku v letech 1780 byla obnovena farnost Stará Plesná a Pustkovec k ní patřil do roku 1948, kdy byl přefařen k farnosti Poruba, u níž zůstal až do roku 2006.
Vesnice Krásné Pole spadala historicky pod farnost Velká Polom, v letech 1999–2006 k Porubě a v roce 2007 se stala součástí nově vzniklé pustkovecké farnosti.
Mezi Porubou a Pustkovcem vzniklo od počátku 50. let 20. století velké sídliště, kterému stěží postačoval nevelký barokní farní kostel svatého Mikuláše, dimenzovaný pro původní vesnici. V 50. letech bylo však postavení nových bohoslužebných staveb prakticky nemožné. Teprve v době přechodného uvolnění poměrů v roce 1968 byl vyhlášen záměr vystavět nový kostel v severní části porubského sídliště (v Pustkovci), pro který bylo určeno místo, začaly se sbírat peníze a 1. června 1969 byl posvěcen základní kámen. Brzy však začala normalizace a stavba kostela byla znemožněna; namísto toho se podařilo dosáhnout alespoň svépomocné opravy a rozšíření stávající pustkovecké kaple svatých Andělů Strážných.
Po roce 1990 nastalo v porubské farnosti oživení náboženské činnosti a v následujícím desetiletí byly ve farnosti vybudovány tři zcela nové kostely – ve Vřesině, Krásném Poli a konečně i v Pustkovci. Nové stavební místo bylo nalezeno poblíž stávajícího kláštera boromejek. 6. prosince 1998 byl nový chrám vysvěcen a utvořilo se u něj živé společenství, díky čemuž rozhodl ostravsko-opavský biskup František Lobkowicz v listopadu roku 2006 o zřízení nové farnosti s účinností od 1. ledna 2007.
Od založení spravuje farnost jakožto administrátor O. Pavel Moravec.
Ve farnosti působí již od roku 1968 komunita kongregace Milosrdných sester svatého Karla Boromejského (boromejek), které v roce 1970 zakoupily rodinný dům, nyní klášter, v blízkosti dnešního kostela sv. Cyrila a Metoděje.